# Marcinów (województwo lubelskie)
Marcinów – wieś w Polsce położona w województwie lubelskim, w powiecie lubartowskim, w gminie Abramów.
Wieś szlachecka położona była w drugiej połowie XVI wieku w powiecie lubelskim województwa lubelskiego. W latach 1975–1998 miejscowość administracyjnie należała do ówczesnego województwa lubelskiego.
Wieś stanowi sołectwo gminy Abramów. Według Narodowego Spisu Powszechnego (III 2011 r.) wieś liczyła 235 mieszkańców.